# Heterochelus carus
Heterochelus carus är en skalbaggsart som beskrevs av Kulzer 1960. Heterochelus carus ingår i släktet Heterochelus och familjen Melolonthidae. Inga underarter finns listade i Catalogue of Life.